# Антоній Галецький
Антоній Галецький (пол. Antoni Gałecki; нар. 4 червня 1906, Лодзь, Царство Польське — пом. 14 грудня 1958, Лодзь, Польща) — польський футболіст та тренер, виступав на позиції захисника.

## Життєпис
Розпочинав займатися футболом у клубі ЛКС з Лодзі. З 1922 року залучався до матчів першої команди, а з 1926 року став основним захисником команди. Учасник першого матчу чемпіонату Польщі між клубами ЛКС і «Турисьці», який відбувся 3 квітня 1927 року в місті Лодзь. У жовтні 2012 року на місці першого матчу була відкрита пам'ятна табличка. У складі клубу провів понад 400 матчів, тривалий період часу був його капітаном, а також у 1930-х роках виступав за хокейну команду Лодзі.
Дебютував у футболці національної збірної Польщі 27 жовтня 1928 року в поєдинку проти Чехословаччини. Галецький провів у складі збірної 21 поєдинок, у тому числі чотири матчі Олімпійських ігор проти Угорщини, Великої Британії, Австрії та Норвегії. У 1938 році грав на чемпіонаті світу у Франції, провівши матч проти Бразилії (5:6) разом з Владиславом Щепаняком.
У роки Другої світової війни Галецький брав участь в обороні Польщі в званні капрала, після захоплення країни втік до Угорщини. Був інтернований у місто Егер, пізніше через Югославію втік на Близький Схід. Служив в окремій бригаді карпатських стрільців (з березня 1942 року — 3-тя дивізія карпатських стрільців) воював у 2-му польському корпусі під Тобруком і Монте-Кассіно. Нагороджений Африканською зіркою і Хрестом «За Монте-Кассіно». По завершення війни викладав у школі пілотів для бійців італійської армії. 10 лютого 1947 року повернувся до Польщі, працював пізніше тренером у системі клубів ЛКС і Борут (Згеж). 14 грудня 1958 помер у Лодзі у віці 52 років.